# Qoigyijabu
Qoigyijabu, il cui nome esteso è Jizun Losang Qamba Lhunzhub Qoigyijabu Baisangbu (Contea di Lhari, 13 febbraio 1990), è un monaco buddista cinese.

## Biografia
Nato nella contea di Lhari in una famiglia cinese iscritta al Partito Comunista Cinese nel 1995, ad appena cinque anni, fu nominato dal governo di Pechino reincarnazione del X Panchen Lama, morto in circostanze mai pienamente chiarite dopo aver tenuto un discorso pubblico in cui denunciava la politica cinese in Tibet.
Il Governo tibetano in esilio, sotto la guida del XIV Dalai Lama, aveva già identificato la reincarnazione del lama defunto in Gedhun Choekyi Nyima, un bambino di sei anni nato a sua volta nella contea di Lhari e riconosciuto da un influente lama, Chadrel Rinpoche. Tuttavia, quando il XIV Dalai Lama annunciò pubblicamente l'avvenimento dalla propria residenza a Dharamsala, in India, le autorità cinesi arrestarono immediatamente Chadrel Rinpoche e fecero sparire nel nulla Gedhun Choekyi il 14 maggio 1995.
Sengchen Lobsang Gyaltsen, lama ostile al Dalai Lama e del X Panchen Lama, fu dunque incaricato di creare una nuova commissione di ricerca per individuare la reincarnazione. Compilò una lista di candidati, e l'11 novembre 1995 insediò Gyancain Norbu, il cui nome completo è Jizun Losang Qamba Lhunzhub Qoigyijabu Baisangbu, solitamente abbreviato in Qoigyijabu. Alla cerimonia di insediamento era presente Jiang Zemin, Presidente della Repubblica popolare cinese, mentre lama Gangchen rappresentava la coalizione di lama e monaci rimasti fedeli al culto di Dorje Shugden, che il XIV Dalai Lama proibì negli anni settanta.
Il candidato imposto dal regime cinese assunse la carica nel monastero di Tashilhunpo, e trascorse tutta la sua infanzia in Cina, dove in chiara chiave antitibetana crebbe secondo gli usi e i costumi della cultura locale e fu iniziato alla pratica di Dorje Shugden. Visita in rare occasioni il Tibet, ricevendo sempre una fredda accoglienza dai monaci.
Il 13 febbraio 2008, in occasione del suo diciottesimo compleanno, tenne un discorso in cui confermò di essere il legittimo detentore del lignaggio dei Panchen Lama, sebbene il governo lo avesse accusato di essere poco energico nel condannare le «aggressioni del XIV Dalai Lama nei confronti della Cina».